# Гамла
Гамла (Гамала, івр. גמלא) — стародавнє єврейське місто на західному схилі Голанської височини за 18 км на північний схід від озера Кінерет. Розташоване на території, контрольованій Ізраїлем.
Вважають, що його засновано у III століття до н. е. як форт Селевкідів під час Сирійських воєн. У 81 році до н. е. форт перетворився на місто у складі Хасмонейського царства, яке було опорним пунктом повстанців у Юдейській війні. У 67 році н. е. після місячної облоги римські війська взяли місто і зруйнували його.
Основними джерелами інформації про Гамлу слугують твори давньоєврейського історика Йосипа Флавія і результати археологічних розкопок, які проводили в 1970—1990-ті роки.

## Історія

### Раннє поселення
Археологічні розкопки свідчать, що на місці Гамли вже за ранньої бронзової доби існувало поселення. Воно, ймовірно, було сільськогосподарським, оскільки археологи знайшли безліч відполірованих тривалим вжитком крем'яних серпів. Деякі знахідки припадають на ще більш ранню мідну добу. Стародавні будівлі були настільки міцними, що їх використовували й у I столітті  до н. е. Приблизно в 2700 р. до н. е. поселення занепало й було відновлене як військовий форпост тільки в часи Селевкідів. Дослідник Мішна згадує Гамлу серед міст, завойованих Ісусом Навином, хоча насправді городище було покинуте ще до приходу євреїв. Археолог Дані Сіон припускає, що жителі єврейської Гамли самі пов'язали залишки древніх стін з біблійною історією.

### Створення Гамли
Коротка єврейська енциклопедія наводить як дату заснування Гамли 81 рік до н. е . — час правління Александра Янная, який приєднав Голани до Хасмонейського царства.
Назва міста походить від слова «гамаль» (івр. גמל — верблюд), оскільки пагорб, на якому розташовувалось місто, нагадує горб верблюда. У I столітті до нашої ери відбувалося різке посилення єврейської присутності на Голанах, про що свідчить масове використання у Гамлі монет Хасмонеїв.
Є й інші версії появи міста. Можливо, єврейський населений пункт на місці Гамли раніше заснували вихідці з Вавилона. Ця теорія ґрунтується на арамейському написанні назви «Гамла» (з алефом на кінці). Іцхак Галь вважав, що перемога Макавеїв у боротьбі з греками стала поштовхом до повернення на Землю Ізраїльську частини вавилонських євреїв, які, зокрема, розселилися і на Голанах, де ще не було встановлено єврейського контролю. Зокрема, у першій книзі «Юдейські війни» Йосипа Флавія сказано, що Яннай захопив фортецю Гамлу під час війни в Галілеї проти селевкидського правителя Деметрія ІІІ Евкера
.

### Життя міста

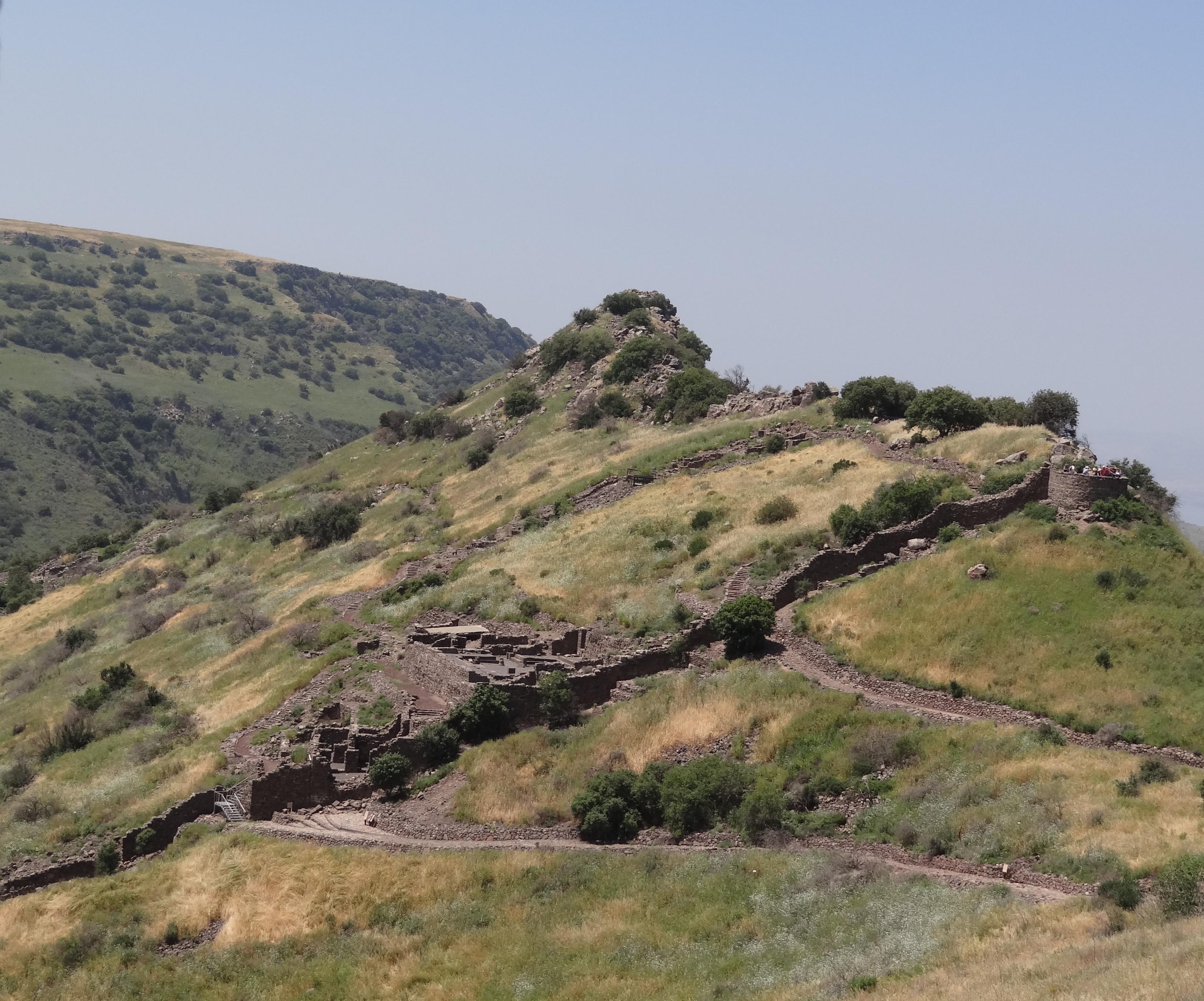
Панорама Гамли

Місто розташовувалося на пагорбі між долинами струмків Гамла та Даліот. Воно лежало на невеликому сідлі базальтового хребта і було оточене глибокими ущелинами, що забезпечувало місту великі переваги в обороні. Єдина дорога підходила до міста зі сходу. В цьому місці була побудована масивна фортечна стіна з квадратних базальтових каменів до 6 метрів завтовшки. Саме місто було на пологішому південному схилі. Уздовж стіни стояли квадратні вежі, на вершині пагорба біля північного краю стіни була кругла вежа, яку побудували набагато раніше, ніж стіну (ймовірно, ще в період Селевкідів). До початку воєнних дій вежа, ймовірно, була єдиним оборонним укріпленням у Гамлі. У нижній частині стіни ще дві вежі охороняли в'їзд у місто — так звані «водяні ворота». В середині стіни були так звані «ворота двох веж», які антикознавець Самуель Рокко вважає офіційним в'їздом у місто.
Будівлі міста були зведені на терасах з драбинами. У західній частині знайдено багаті будинки та виробничі приміщення.
Як столиця місто Голан проіснувало близько 150 років. Місто було знамените виробництвом високоякісної оливкової олії. Активно розвивалося за правління Ірода І Великого. Надалі Гамла була спірною територією між Іродом Антипою та набатейським царем Аретою IV
У питаннях культу і побуту Гамла була типовим традиціоналістським єврейським поселенням. Так, археологи виявили стародавню синагогу і велику кількість різних ритуальних предметів. Крім загальновідомих речей — таких, як мікви та ритуальний посуд, — вони виявили дивну архітектурну деталь. Обидва входи у вузький провулок між двома будинками були частково перекриті добудованими пізніше пілястрами. З практичного архітектурного погляду ці пілястри жодної функції не несли, на підставі чого було зроблено висновок, що вони мали ритуальне значення: символізували ерув — ритуальне об'єднання власності різних людей у спільне користування, що дозволяло переносити предмети під час шабату з однієї будівлі в іншу. На відміну від низки інших місць, у Гамлі не виявлено зображень людей і тварин, пов'язаних із язичницькими культами.
Від початку І тисячоліття, коли римляни перетворили колишнє Юдейське царство в провінцію Юдея, вихідці з Гамли відігравали важливу роль у боротьбі за незалежність. Зокрема, Юда Галілеянин в 4 році до н. е. підняв антиримське повстання у Сепфорісі й був убитий під час його придушення. Його сини Яаков і Шимон воювали проти римлян у 46 році, а третій син Менахем бен-Яїр став вождем сикаріїв. Ще один родич Елазар бен-Яїр очолював оборону фортеці Масада.
У період антиримського повстання 66-71 рр. Гамла стала одним із опорних пунктів повстанців. Взяття Гамли в 67 році н. е. римлянами описав очевидець подій Йосип Флавій у праці «Юдейська війна», 4 книга, 1 частина. За власним свідченням, Йосип переймався раніше зміцненням оборони Гамли, знав її жителів, а після взяття римлянами в полон в Йотапаті спостерігав за облогою Гамли з римського табору. Низка деталей облоги Гамли в описі Флавія є неправдоподібними вигадками і не підтверджуються археологічними дослідженнями. Проте географічні описи, зроблені Флавієм, досить точні й дають змогу ідентифікувати безліч об'єктів і пов'язаних з ними подій.
Флавій пише, що спочатку Гамла була лояльною до влади, але з прибуттям до міста повстанців, опозиційних Агріппі II, городяни приєдналися до опору. Керівництво перейшло до рук крайніх противників римської окупації — зелотів.

### Облога Гамли
Місто витримало першу семимісячну облогу, яку організував у 66 році н. е. цар Юдеї Ірод Агріппа II.

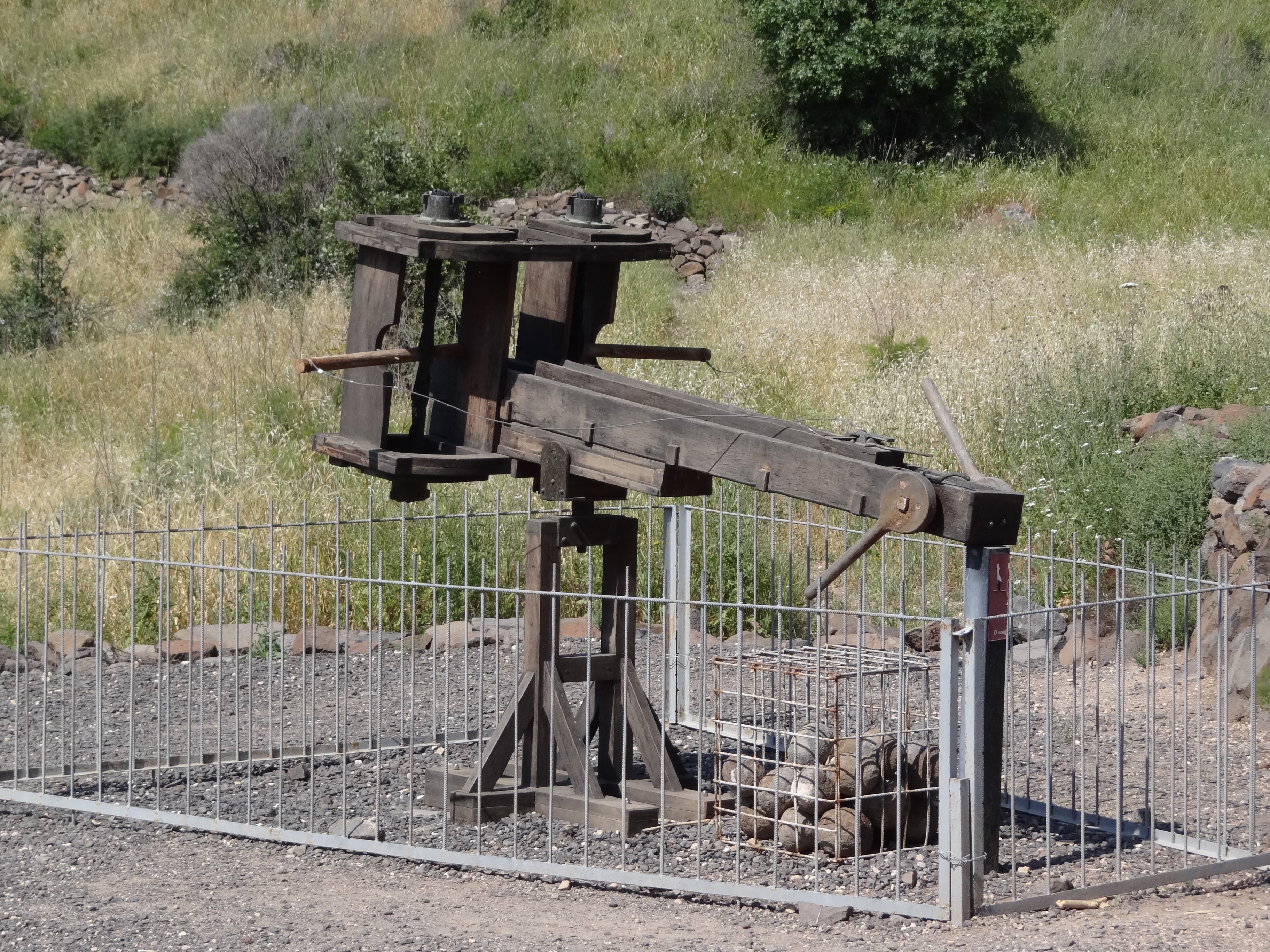
Реконструкція римської балісти

12 жовтня 67 року три римських легіони (V Македонський, X, що охороняв протоку і XV Аполлонів) загальною численністю близько 60 тисяч солдатів під командою Веспасіана почали другу облогу. Жителів міста, разом з озброєними повстанцями, було за даними Флавія лише 9000 осіб. Кеннет Аткінсон називає це число явно завищеним. Втім, Дані Сіон пише, що перед облогою Гамла стала містом-притулком, до якого стікалися як повстанці зі всієї Галілеї, так і жителі навколишніх сіл. Місця в місті було мало, і навіть міську синагогу пристосували для проживання біженців.
Захоплення міста мало принципове значення для Веспасіана. За чинної стратегії слід було захопити і придушити всі осередки опору на шляху прямування, якими б незначними вони не були. Крім того, євреї розраховували, хоча й необґрунтовано, на можливу допомогу від одновірців з Вавилона і військову інтервенцію Парфії. Хоча Флавій, який керував зміцненням оборони Гамли, описує її як фортецю, археологічні дослідження свідчать, що фактично стіни будували фрагментарно, заповнюючи проміжки між будинками для створення суцільної лінії укріплень, а деякі будинки, які заважали будівництву, навіть знесли.
Згідно з традиційною римською тактикою, якщо місто не здавалося і його не можна було відразу взяти штурмом, його оточували і зовні зводили циркумвалаційну стіну. Однак під час облоги Гамли такі стіни, судячи з усього, не зводилися, як і укріплення навколо римського табору. Римляни не збиралися довго затримуватися під Гамлою і не чекали нападу з боку захисників. Мабуть, з цієї причини будь-яких стаціонарних укріплень, що залишилися від римських таборів навколо Гамли, виявити не вдалося.

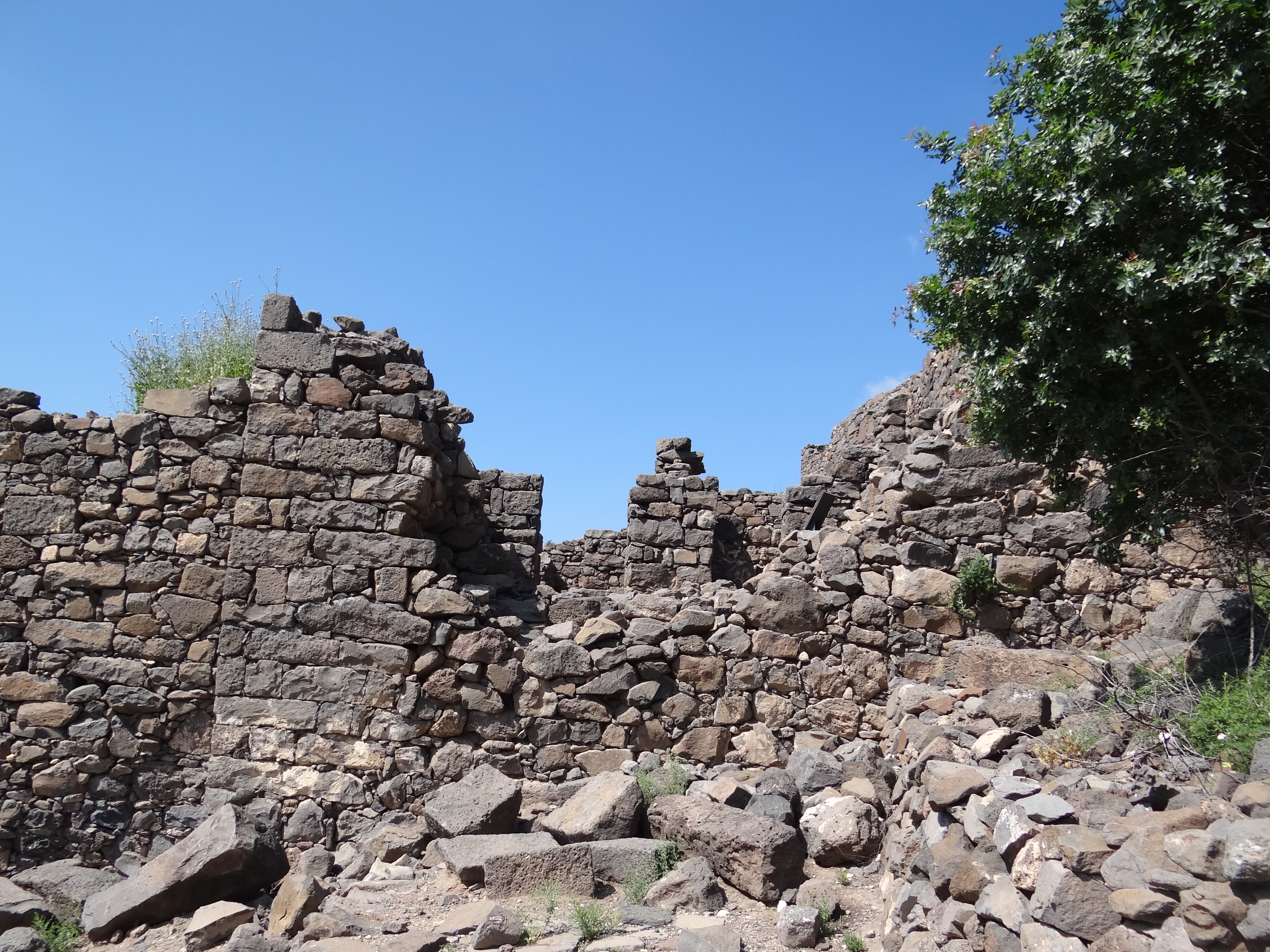
Пролом у фортечній стіні

Місто було піддано сильному обстрілові кам'яними ядрами і стрілами з палаючим клоччям, які метали балісти і катапульти з сусідніх пагорбів. Вони розташовувалися приблизно за 300 метрів від стін міста. Облога тривала 1 місяць. Стіну міста пробили в декількох місцях на вузькій ділянці загальною шириною близько 50 метрів, там же відбувалися основні зіткнення. Навколо найбільшого пролому, ширина якого сягала 5 метрів, археологи знайшли безліч кам'яних ядер і наконечників стріл як зовні, так і всередині, що свідчить про запеклі сутички між осаджувачами і захисниками міста

### Штурм і падіння
Під час першого штурму загін римлян, що увірвався у місто, був знищений захисниками, оскільки нападники не змогли використати кількісну перевагу у вузьких вулицях Гамли і їх перебили євреї пострілами з вищих місць. Флавій пише, що в тісноті, коли передні ряди прагнули відступити з-під обстрілу, а задні напирали, солдати залазили на низькі дахи будинків, які врешті не витримали і впали, вбиваючи тих, хто стояв на них, під ними і нижче. Римська армія вдалася до втечі.

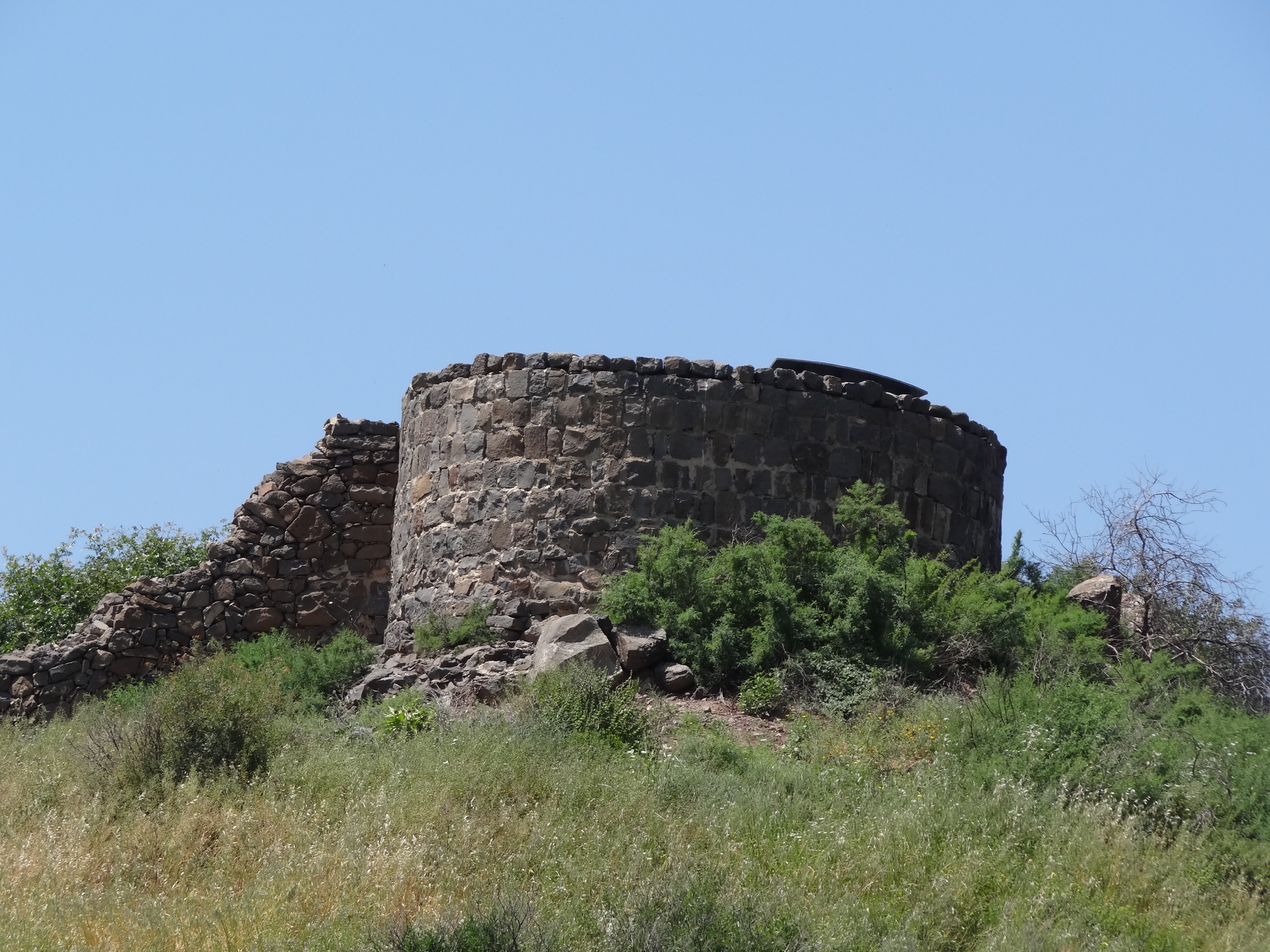
Кругла башта (реконструкція)

Через кілька днів римлянам вдалося зруйнувати круглу вежу.
| …три солдата пятнадцатого легиона перед началом рассвета подкрались в самую высшую башню, стоявшую насупротив их лагеря, и тихо подкопали её, между тем как находившаяся на ней стража не заметила ни их приближения (так как это случилось ночью), ни их присутствия внутри башни. Солдаты бесшумно сдвинули с места пять громаднейших камней и быстро отскочили прочь, после чего башня с грохотом рухнула.— Иосиф Флавий. Иудейская война |

Цей уривок зазвичай розглядають як вигадку, але Дані Сіон пише, що це цілком можливо, оскільки вежа не мала фундаменту, була побудована прямо на ґрунті і камені справді можна було вибити.
Наступного дня, 10 листопада, римляни, зламавши оборону міста, повторно вдерлися у Гамлу. У різанині загинуло близько 4000 жителів, решта, за твердженням Флавія, щоб не здаватися в полон, кинулися у прірву з гребеня пагорба.
| Повсюду раздавались душераздирающие крики умирающих, и кровь, запрудившая весь город, лилась по склонам. Потеряв надежду на спасение, многие [евреи] хватали жен и детей и бросались вместе с ними в глубочайшее ущелье… Так пала Гамла. — Иосиф Флавий. Иудейская война |

Живими залишилися тільки дві жінки, яким вдалося сховатися. Місто припинило існування і було забуте. Деякі захисники Гамли, яким раніше вдалося втекти з міста, приєдналися до повстанців у Юдейській пустелі.
Дані Сіон, відзначаючи, що твердження про масове самогубство жителів Гамли зазвичай приймається на віру широкою публікою, сам ставить його під сумнів. Він вказує, що є лише одне місце на пагорбі, звідки можна стрибнути в прірву, але дістатися до нього по скелях складно, і для тисяч старих людей, жінок і дітей це нереально. Сама собою ця точка вміщує кілька десятків, проте не тисяч осіб. Окрім того, на відміну від захисників Масади, які мали досить часу, щоб спланувати масове самогубство, у жителів Гамли в розпал бою просто не було такої можливості. Можливо, частина жителів загинула в спробах спуститися, але навмисного масового самогубства, ймовірно, не було. Додавання вигадок, що підкреслюють жахи війни, було характерне для тогочасної елліністичної літератури. Аткінсон вважає, що опис масового самогубства, крім оспівування героїзму, міг нести функцію попередження про недоцільність подальших повстань.

### Оцінки
Оборону Гамли часто порівнюють з більш відомою героїчною історією про фортецю Масада, де захисники, не бажаючи здаватися римлянам, здійснили самогубство. Іноді Гамлу називають навіть «північною Масадою» або «Масадою Голан». Однак Дані Сіон наголошує, що Масада була саме фортецею, побудованою від початку як фортифікаційний об'єкт, де ховалося кілька сотень сімей повсталих і де бою як такого не було. А Гамла була містом, де фортифікацію провели у зв'язку з військовими діями і де перед захопленням і руйнуванням йшли справжні бої. Різницю між ситуаціями в Гамлі та Масаді відзначають також Аткінсон та інші історики.
Менахем Штерн пише, що відчайдушна оборона Гамли і низки інших міст Юдеї справила сильне враження на сучасників і перемогу в цій війні вважали найважливішим військовим досягненням першої римської династії Флавіїв.

## Пошук та ідентифікація
Точне місце розташування Гамли залишалося невідомим до 1968 року . Помилкові версії щодо її розташування пропонували різні дослідники з 1845 року . Гіпотези ґрунтувалися на описі місця розташування Гамли в четвертій книзі «Юдейської війни» Йосипа Флавія :
|  | До останніх долучилася також Гамала - місто, що лежало навпроти Таріха, по ту сторону озера і становило разом із Соганою і Селевка (II, 20, 6) кордон володінь Агріппи. Гамала і Сога належали до Гавлану (перша - до нижньої його частини, а остання - до верхньої, званої власним Гавланом)... |

Плутанину посилювала та обставина, що до 1909 року місце Тарихеї також визначали неправильно. Згідно з версією, яка панувала з 1845 року до кінця 1870-х років, Гамла розташовувалася в районі Калат аль-Хусн, який нині вважають місцем розташування стародавнього міста Гіппоса (воно ж Сусіта) на східному березі озера. Згідно з іншою версією, це був район Бет-Йерах на південному березі. За припущенням Конрада Фюрера, яке він висунув 1889 року, Гамла була ідентифікована в районі Тель ад-Дра, він же Тель аль-Ехдеб, у долині річки Рукад, за 15 кілометрів на південний схід від реального розташування Гамли. Там розташовувалося сирійське село Джамла.
Після переходу Голанських висот під контроль Ізраїлю 1967 року в результаті Шестиденної війни у цей район було відправлено кілька археологічних експедицій, одна з яких, під керівництвом Іцхака Галя, виявила залишки міста, опис яких збігався з текстами Флавія. На старих картах вершина називається ес-Салам або ес-Санам («горб»).

## Археологічні дослідження

Схема археологічних розкопок Гамли

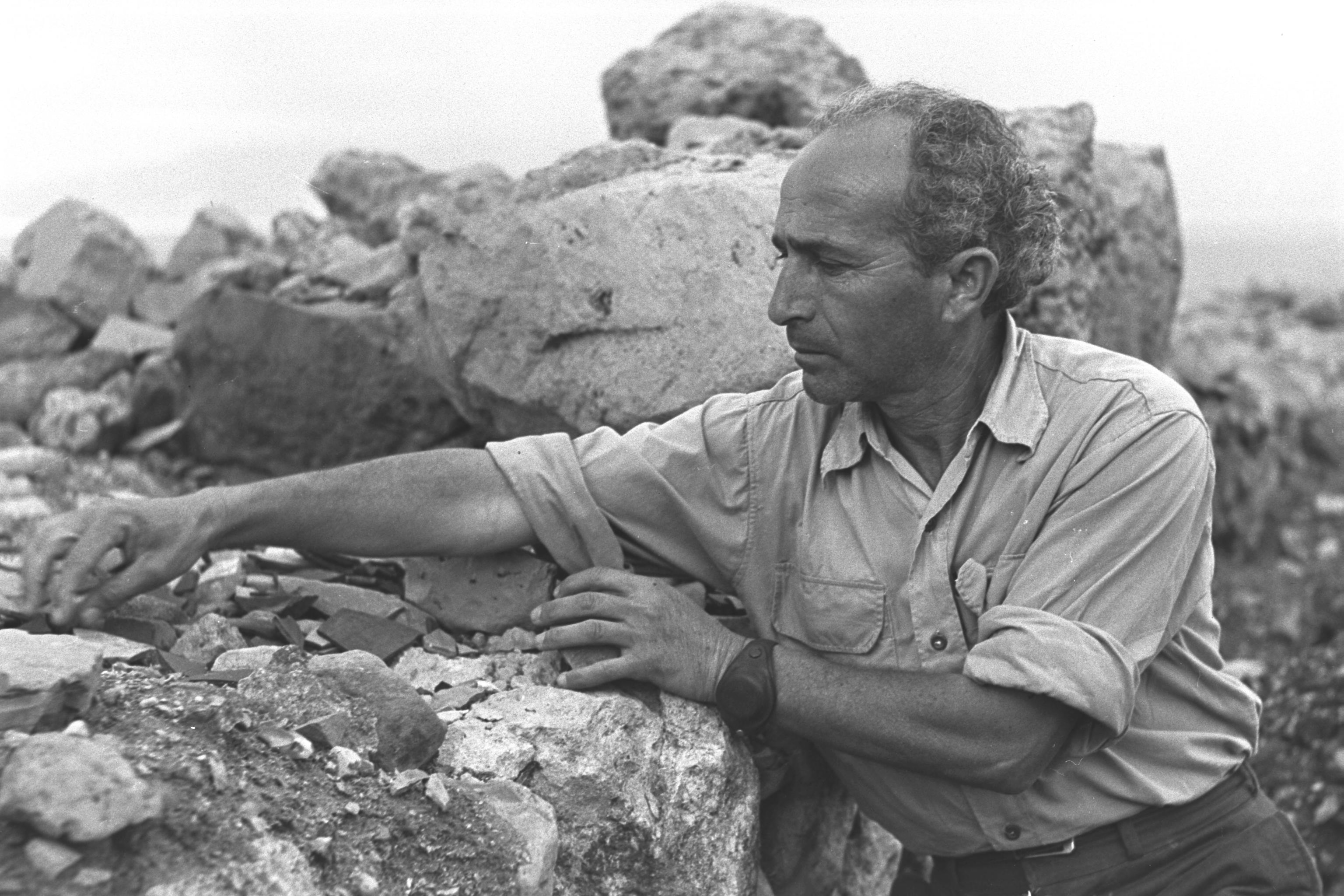
Дослідник Гамли археолог Шмар'яху Гутман

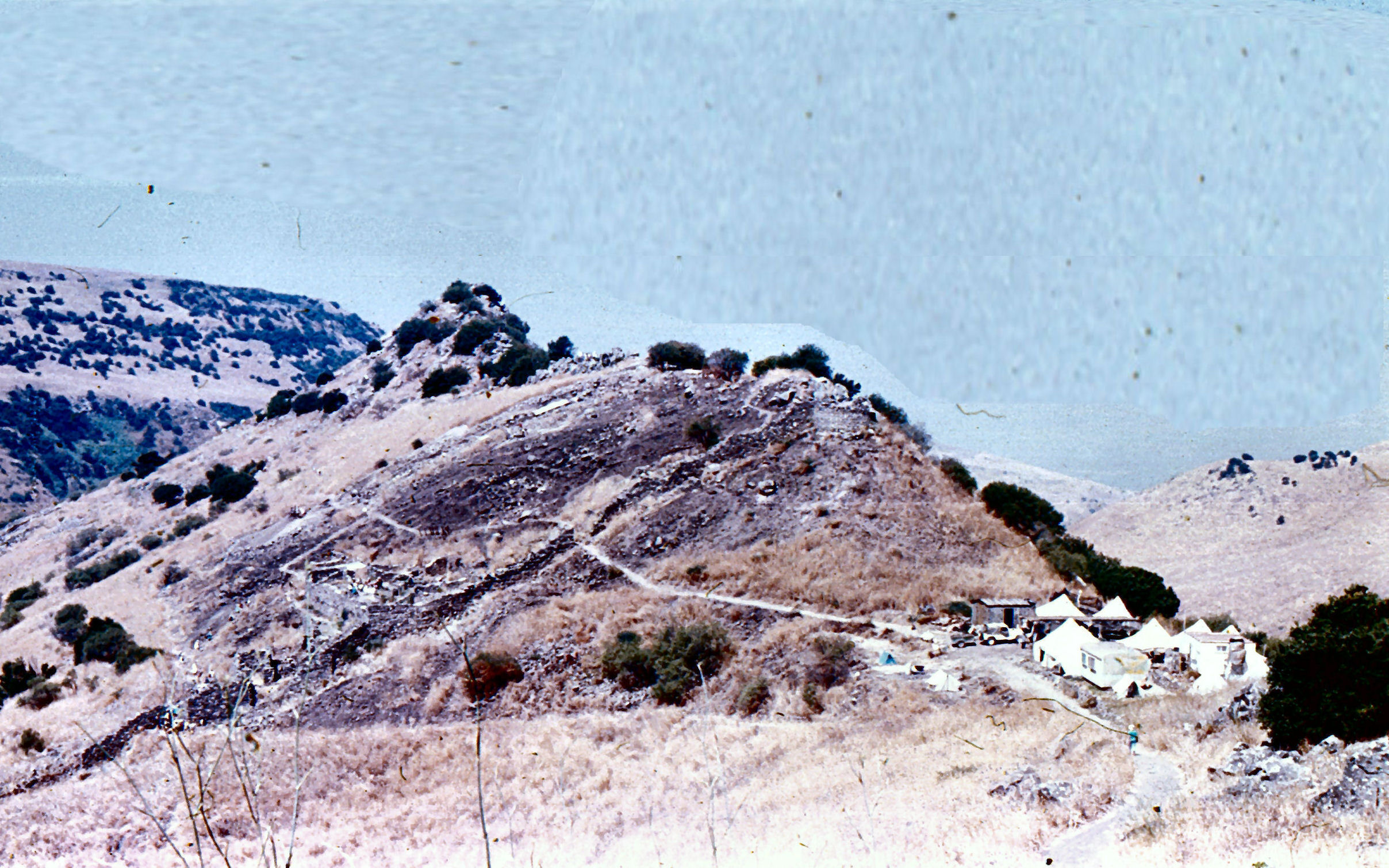
Археологічна експедиція в Гамлі

У 1970-1980-ті роки тут проводилися інтенсивні археологічні розкопки. Перше обстеження відбулось 1970 року, воно підтвердило початкові припущення про виявлення Гамли. Археологічні розкопки почалися з 1976 року.
Найвідомішим з дослідників Гамли був ізраїльський археолог Шмар'яху Гутман, який займався цією темою 14 років (1976—1989). Після смерті Гутмана його роботу в 1997—2000 роках продовжили Дані Сіон і Цві Ябур. Через складнощі рельєфу всі роботи виконували вручну, без будь-якої механізації. У другий період, крім власне археологічних досліджень, були також проведені роботи по створенню туристичного об'єкту: будівництво дороги, оформлення, реконструкція тощо.
Із загальної площі приблизно 45 акрів, яку займало місто, археологи дослідили лише дві невеликі ділянки — на заході і сході поселення, всього близько 5 % території.
Однією із загадок, яку так і не вирішили дослідники, була цілковита відсутність людських кісток у руїнах міста — попри те, що факт масової загибелі жителів і римських легіонерів не викликає жодних сумнівів. Дані Сіон вважає, що римляни дозволили деяким євреям тимчасово повернутися в Гамлу, щоб поховати мертвих, своїх же солдатів вони кремували, що було стандартною практикою того часу. Місць поховань поки не знайдено, але їх аналоги в інших місцях, зокрема в Йотапаті, дозволяють зробити таке припущення.

### Археологічні знахідки

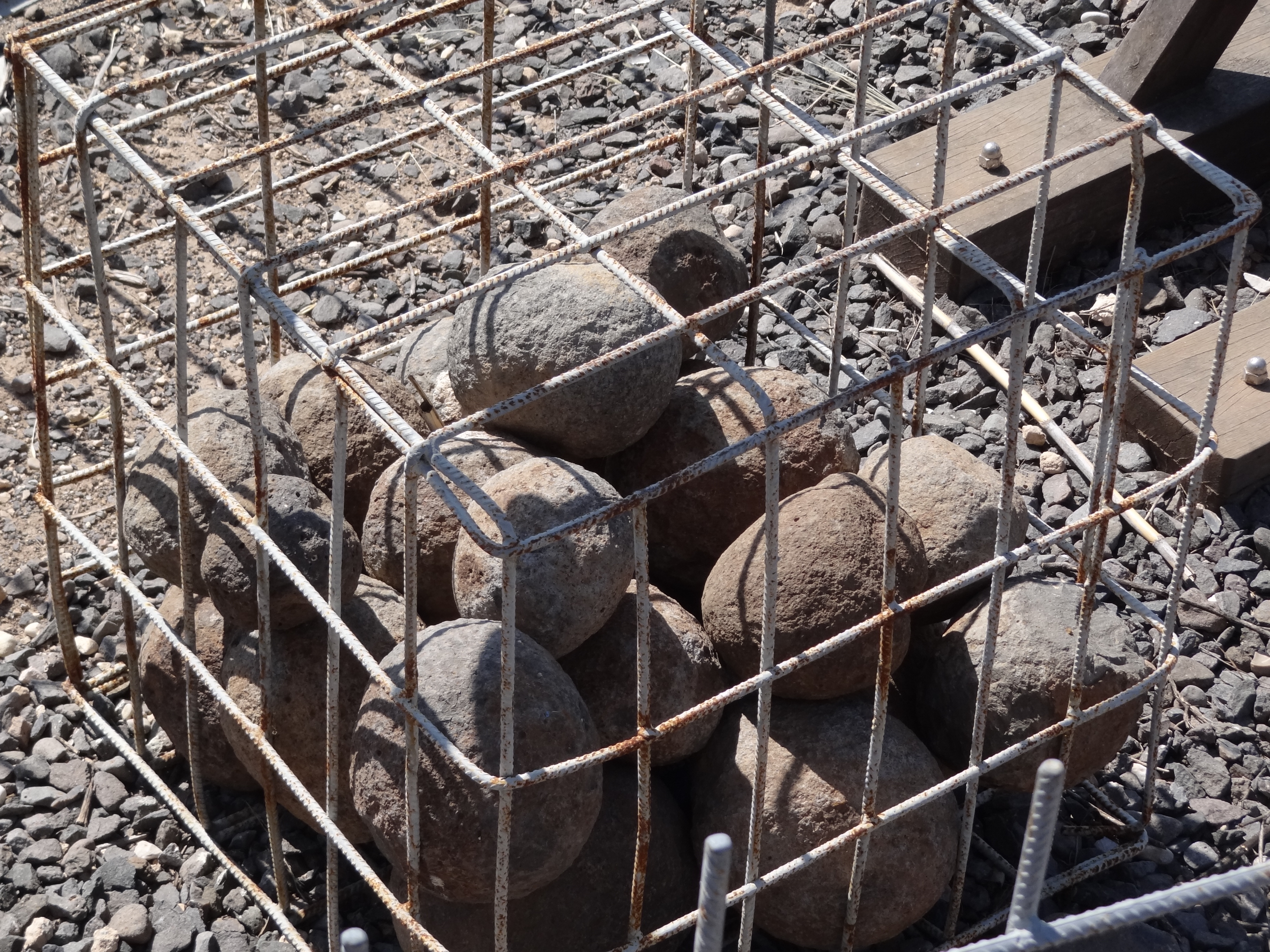
Кам'яні ядра

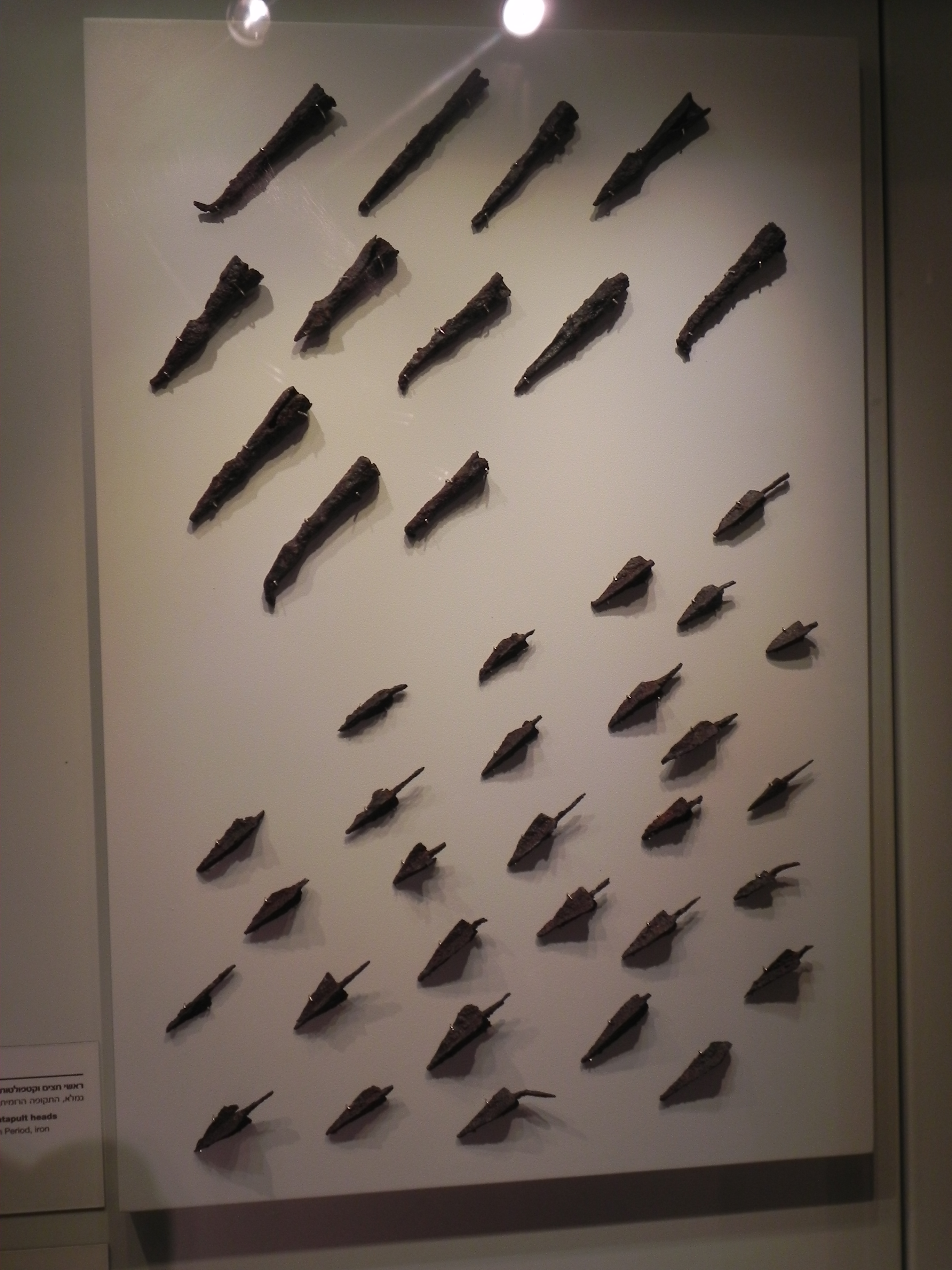
Наконечники стріл

Археологічні знахідки в Гамлі надали історикам унікальну можливість вивчення єврейського життя кінця періоду Другого Храму. Зокрема, дослідження доводять, що, хоча активне освоєння Голан почалося за Александра Янная, євреї почали селитися тут набагато раніше — щонайменше в другому столітті до н. е.., про що свідчить велика кількість монет періоду правління Гіркана I (134—104 рр.. до н. е..)
Крім монет, у Гамлі було знайдено велику кількість зброї, синагога періоду Другого храму, різноманітні ритуальні предмети (наприклад, каганці і менори), безліч різних предметів побуту і ювелірні прикраси. Також у місті виявлено олійниці, олієсховища, 4 мікви і залишки великих будівель з кольоровою штукатуркою.
Основні археологічні знахідки Гамли зберігаються в Музеї старожитностей Голан міста Кацрін.

#### Зброя
Одним з важливих успіхів археологів було виявлення величезної кількості стародавньої зброї. Кількість знайдених у Гамлі кам'яних ядер і наконечників для стріл є рекордною для знахідок на всій території Римської імперії. Зокрема, було зібрано близько 2000 ядер з базальту, 1600 металевих наконечників стріл, частини римських шоломів, обладунків, щити та безліч іншої зброї і військового приладдя.

#### Монети
Також у Гамлі було виявлено 6314 стародавніх монет, зокрема унікальні монети власного карбування. Більшість з них (6164) знайдено під час 14 сезонів розкопок під керівництвом Гутмана (1976—1989), 24 під час консерваційних і реставраційних робіт у 1990—1991 роках та інші 126 — під час 4-х сезонів розкопок, проведених Дані Сіоном і Цві Ябуром у 1997—2000 роках. Ще 153 монети з Гамли згодом «знайшли» в колекції кібуцу Саса
Серед знайдених монет:
| Період            | Кількість | Відсоток |
| ----------------- | --------- | -------- |
| Хасмонеї          | 3964      | 62,8 %   |
| Фінікійські міста | 928       | 14,7 %   |
| Селевкіди         | 610       | 9,7 %    |
| Нерозпізнані      | 419       | 6,6 %    |
| Іродіади          | 304       | 4,8 %    |
| Інші              | 89        | 1,4 %    |

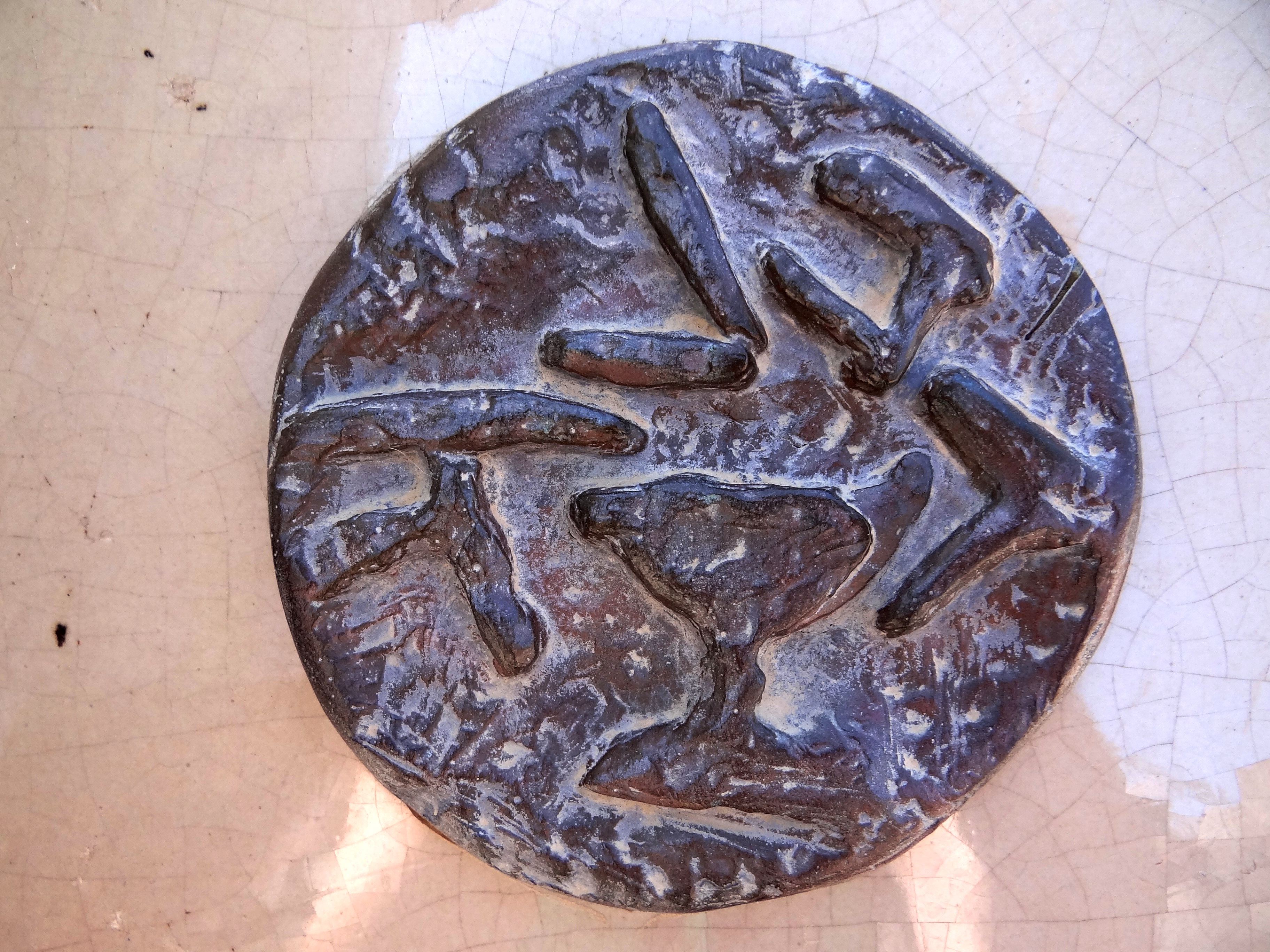
Монета гамлського карбування — аверс

Загалом виявлено 9 зразків монет гамлського карбування часів повстання. 7 з них знайдено безпосередньо в Гамлі, одна — в Александріоні і одна (ймовірно викрадена в Гамлі) — у колекціонерів. Гамлська монета, знайдена в Александріоні, свідчить про контакти повсталих з Галілеєю. Історики, зокрема Дані Сіон, Яаков Мешорер і Давид Ейдлін, активно обговорювали факт карбування поза Єрусалимом монет повстанської держави. Як пише Євген Валленберг, цей факт «відкриває широкі горизонти для історика у вивченні соціальної та економічної історії повстання, дослідженні партії зелотів як самостійного і самодостатнього політичного формування». Дослідники відзначають написи на монетах, зроблені малокваліфікованими ремісниками синтезом букв палеоєврейського і арамейського письма: на одній стороні напис «Позбавлення», на іншій — «Святому Єрусалиму».
Шмар'яху Гутман писав:
| Я не понимал, что двигало защитниками крепости, пока мы не нашли отчеканенную в осаждённом городе монету, на которой было написано: «Избавление Святому Иерусалиму». Защитники города верили, что, остановив врага на Голанах, они спасут Вечный город… Покорив Гамлу, римляне пошли на Иерусалим, и после 3 лет осады Вечный город пал.— |

Дані Сіон вважає, що монети несли важливу ідеологічну функцію пропаганди ідеї боротьби за визволення.

#### Стародавня синагога

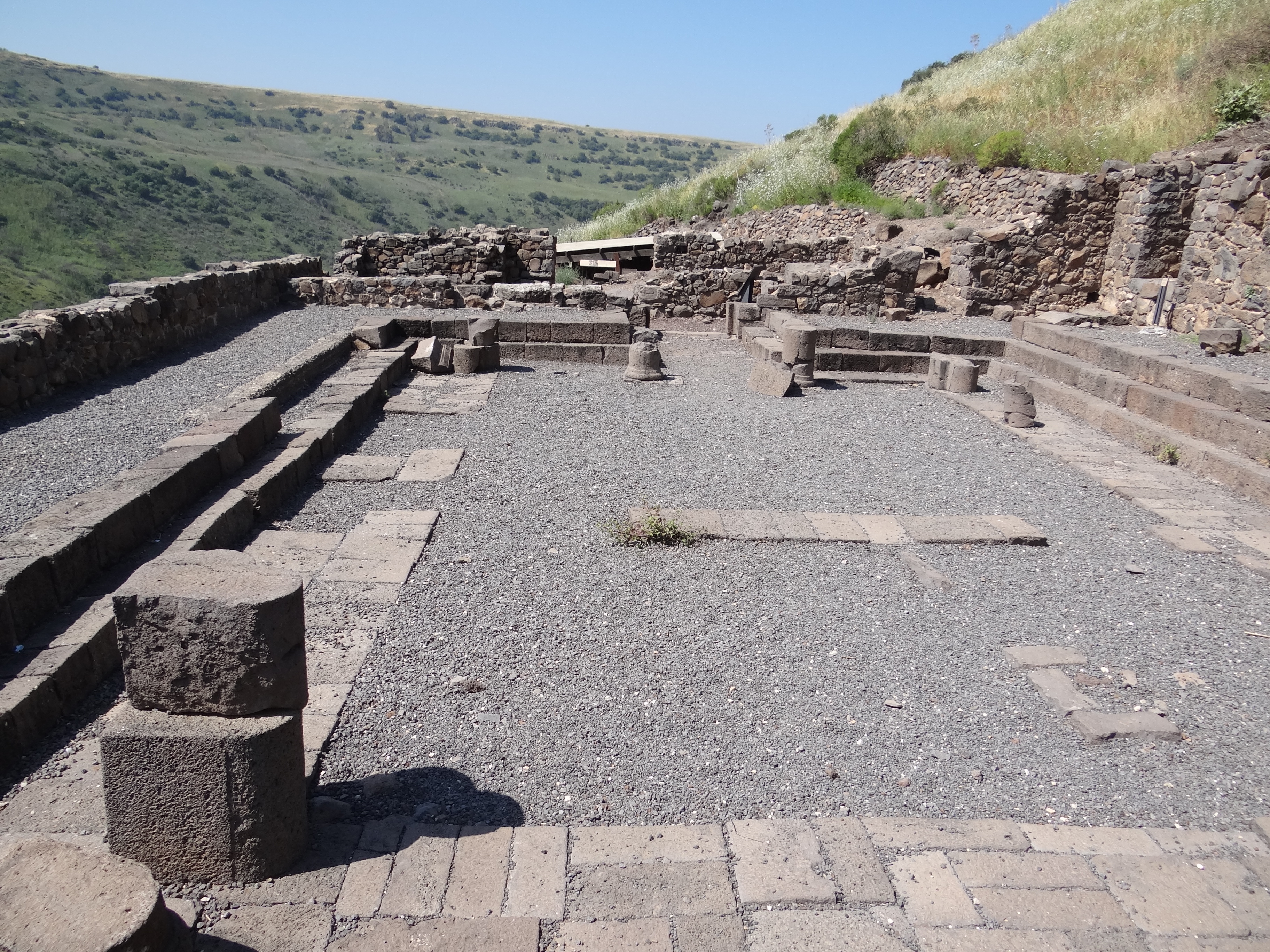
Стародавня синагога періода Другого Храму, I ст. н.е.

У східній частині міста археологи розкопали руїни міської синагоги Гамли, яка примикала до зовнішньої фортечної стіни. Вона мала прямокутну форму (25,5 на 17 м). Уздовж стін було розташовано 4 ряди кам'яних лавок. Стовпи в центрі зали підтримували дах. Таке планування зали характерне для синагог у Галілеї. У дворі широкі сходи вели вниз до мікви. Хоча більшість синагог будувалися дверима в бік Єрусалиму, у Гамлі двері синагоги виходили на південний схід, ймовірно через складний рельєф місцевості.
Сама по собі синагога, що діяла у період до руйнування Другого Храму (70 р.), є важливим аргументом у дискусії істориків з питання найбільш раннього періоду будівництва синагог. Раніше передбачалося, що вона побудована в I столітті до н. е. і є найдавнішою синагогою на території Ізраїлю. Стівен Файн вважає, що її побудовано після 40 р. до н. е. В 2012 році Урі Цві Маоз оскаржив ці датування: він вважає, що синагогу збудували близько 50 року н. е. Міква, на його думку, була зроблена тільки у 67 році, а до того це була водяна цистерна.
У рамках реконструкції вчені створили тривимірну модель гамлської синагоги.

## Гамла в 2000-ті роки
У 2003 році територію стародавнього міста включили до складу великого однойменного заповідника і відкрили для туристів. Окрім древнього міста на території заповідника розташовані станція спостереження за орлами, найвищий в Ізраїлі водоспад, руїни візантійського поселення і безліч неолітичних дольменів.
У наші дні на території гамлської синагоги релігійні відвідувачі іноді проводять бар-міцва. У травні 2010 року залишки старого міста постраждали під час великої лісової пожежі, викликаної спалахом від снаряда, випущеного під час військових навчань.
В Ізраїлі існує крилата фраза «Гамла вдруге не впаде», сенс якої в тому, що контроль над Голанськими висотами має стратегічне значення у забезпеченні безпеки Ізраїлю. Зокрема, цю фразу вимовив на виборах 2009 року лідер партії Лікуд Беньямін Нетаньягу, аргументуючи позицію, згідно з якою віддавати Голани Сирії не можна.

## У літературі
Михайло Булгаков у своєму романі «Майстер і Маргарита» назвав Гамлу рідним містом Ієшуа Ґа-Ноцрі; коли Понтій Пілат запитав у нього:
— Звідки ти родом?
 — З міста Гамали, — відповів арештант, головою показуючи, що там, десь далеко, праворуч від нього, на півночі, є місто Гамала.

### Зовнішньополітичні посилання
- США впервые проголосовали против требования об отступлении Израиля с Голан [Архівовано 9 серпня 2020 у Wayback Machine.]. // „Вести Израиль [Архівовано 1 травня 2016 у Wayback Machine.]“(рос.)